# Галактична астрономія

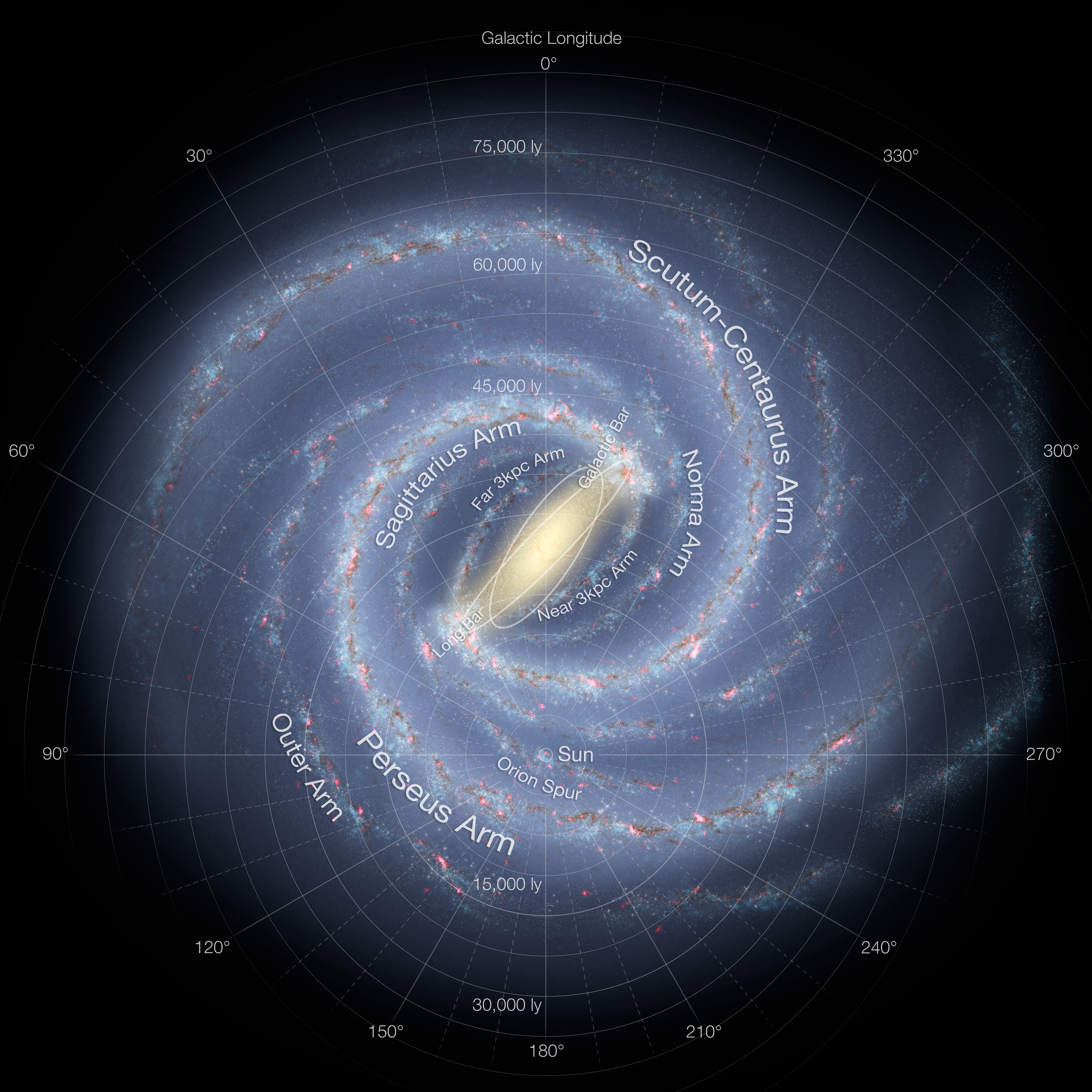
Художнє зображення Чумацького Шляху

Галактична астрономія — це дослідження галактики Чумацький Шлях і всіх об'єктів в ній. Вона контрастує з позагалактичною астрономією, яка вивчає всі об'єкти за межами нашої Галактики, в тому числі всі інші галактики.
Галактичну астрономію не слід плутати з дослідженням утворення та еволюції галактик, які охоплюють галактики в цілому, їхнє формування, структуру, компоненти, динаміку, взаємодію.
Галактика Чумацький Шлях, де розташована Сонячна система, у багатьох відношеннях є найкраще вивченою галактикою, хоча її важливі частини закриті від досліджень у видимому діапазоні довжин хвиль областями космічного пилу. Розвиток радіоастрономії, інфрачервоної астрономії та субміліметрової астрономії у XX столітті дозволив вперше нанести на карту газ і пил Чумацького Шляху.

## Підкатегорії
Стандартний набір підкатегорій використовується астрономічними журналами для поділу галактичної астрономії: 
1. розповсюдженості елементів — вивчення кількості елементів, важчих за гелій
2. балдж — дослідження балджа навколо центру Чумацького Шляху
3. центр — вивчення центральної області Чумацького Шляху
4. диск — вивчення диска Чумацького Шляху (площини, на якій розташовано більшість галактичних об'єктів)
5. еволюція — еволюція Чумацького Шляху
6. формування — утворення Чумацького Шляху
7. фундаментальні параметри — фундаментальні параметри Чумацького Шляху (маса, розмір тощо)
8. кулясті скупчення — кулясті скупчення в Чумацькому Шляху
9. гало — галактичне гало навколо Чумацького Шляху
10. кінематика і динаміка — рух зір і скупчень
11. ядро — область навколо чорної діри в центрі Чумацького Шляху (Стрілець A*)
12. розсіяні скупчення та асоціації — розсіяні скупчення та асоціації зір
13. околиці Сонця — найближчі зорі
14. зорі — кількість і типи зір у Чумацькому Шляху
15. структура — структура (спіральні рукави тощо)